# Montaigut-le-Blanc (Puy-de-Dôme)
Montaigut-le-Blanc é uma comuna francesa na região administrativa de Auvérnia-Ródano-Alpes, no departamento Puy-de-Dôme. Estende-se por uma área de 21,85 km². Em 2010 a comuna tinha 886 habitantes (densidade: 40,5 hab./km²).